# Madarász Gyula (ornitológus)

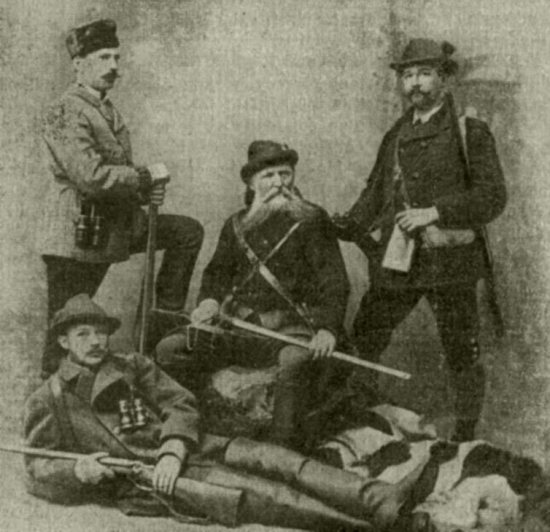
A budapesti Madartani Kongresszus mintamegfigyelői (Madarász Gyula, Herman Ottó, Szikla Gábor, Chernel István) 1891-ben

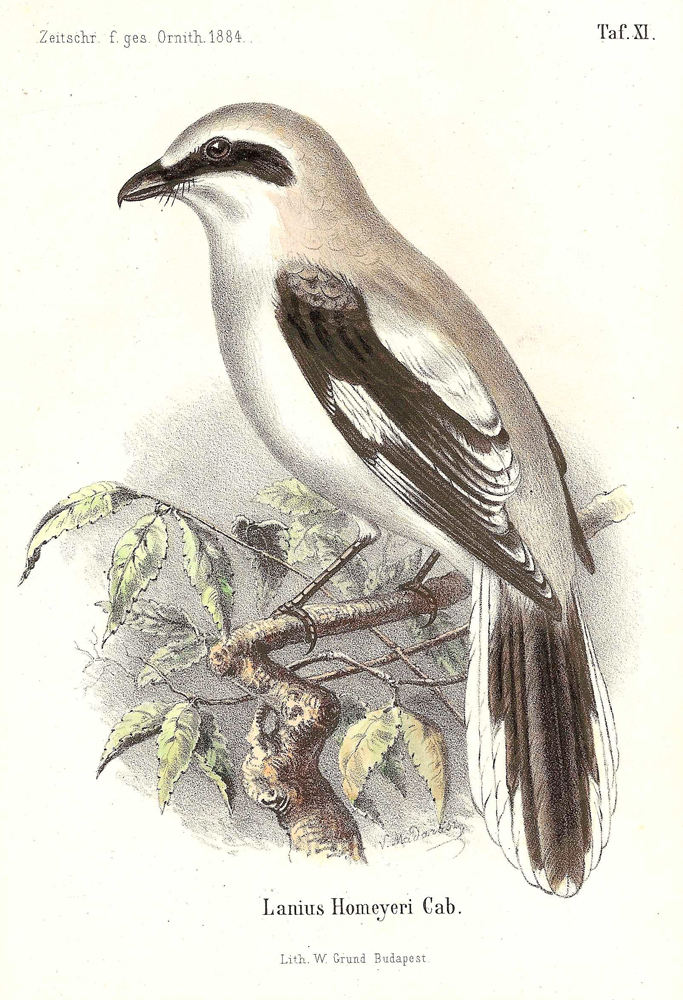
Nagy őrgébics illusztráció a Zeitschrift für die gesamte Ornithologie-ben

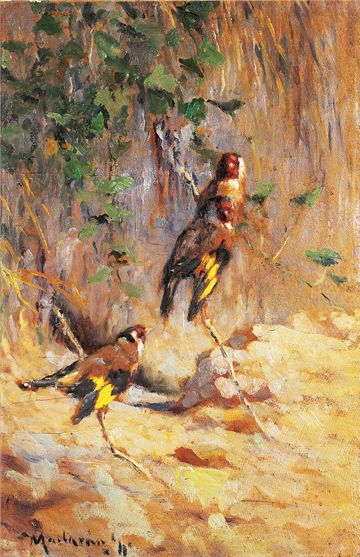
Madarász Gyula: Madarak (1931)

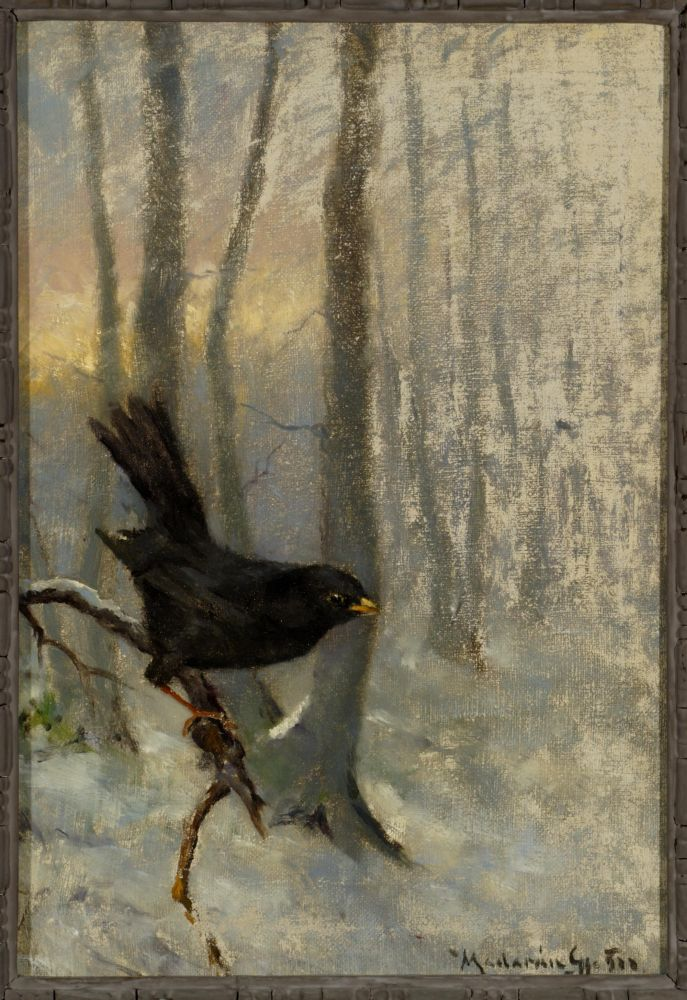
Madarász Gyula: Madár az ágon

Nemeskisfaludi Madarász Gyula, születési nevén Madarász Gyula János István (Pest, 1858. május 3. – Budapest, Józsefváros, 1931. december 29.) magyar ornitológus, festőművész, a Magyar Nemzeti Múzeum madártani osztályának egykori vezetője. Az 1880-as és 90-es években a Herman Ottó, Chernel István és Madarász Gyula trió irányította hazánk madártani kutatásait és ők hárman olyan magas nívóra emelték a magyar madártant, hogy ez a színvonal nemzetközi szemszögből nézve is rendkívül elismerésre-méltó volt.

## Életrajz
Madarász Zsigmond Ede és Szabadfy Franciska fiaként gazdag dzsentricsaládban született, ami hosszú ideig anyagi függetlenséget jelentett számára és lehetővé tette, hogy az általa oly végtelenül szeretett vonzó tudománnyal, az ornitológiával foglalkozhasson, sokszor igen jelentős anyagi áldozatok árán. Egyetemi tanulmányait Budapesten végezte.
1883. április 16-án Budapesten, a belvárosi plébánián feleségül vette Ligeti Margaritha Máriát, Ligeti Antal és Zsolnay Laura leányát. Az esküvői tanúk Havas Sándor nyugalmazott államtitkár, Tolnay Lajos államvasúti igazgató és miniszteri tanácsos, Pulszky Ferenc múzeumigazgató és Harkányi Frigyes miniszteri tanácsos, országgyűlési képviselő voltak. A párt Ipolyi Stummer Arnold besztercebányai püspök, valóságos belső titkos tanácsos eskette.
Eleinte orvosnak készült, később azonban Dr. Margó Tivadar mellett zoológiát tanult. Doktori értekezésének címe "Adatok a cinegefélék bonc- és rendszertanához" volt. 1879-ben lépett a Magyar Nemzeti Múzeum Állattárának szolgálatába, ahol 1880-ban segédőrré nevezték ki. 1884-ben került a madártani gyűjteményhez, majd 1915-ben mint igazgató-őr vonult nyugalomba. Meghalt Budapesten, 1931. december 29-én, 74 éves korában. Sírja a Fiumei úti sírkert B.102 parcellájában van.

## Madártani munkássága
1881-ben összeállította a magyarországi madarak névjegyzékét. 1884-1888-ban adta ki saját költségén a Zeitschrift für die gesamte Ornithologie című, német nyelvű és nemzetközi tartalmú, remek színes táblákkal illusztrált madártani folyóiratot, melynek 4 kötete jelent meg. Kevéssel utolsó kötet megjelenése után a raktárhelyiség, ahol azt tárolták leégett, így ez a kötet bibliofil ritkaság.
1890-ben a Herman Ottó a madárvonulás megfigyelésére "minta megfigyelő hálózatot" szervezett, ehhez csatlakozott Madarász is. Őrhelye Hegykőn volt a Fertőnél, ekkor sok helyen végzett gyűjtéseket a Fertő körül is, pl. Nagycenken és Mekszikópusztán.
Az 1891-ben aktívan részt vett a budapesti II. Nemzetközi Madártani Kongresszus előkészítésében, ahol Chernel Istvánnal együtt a főtitkári szerepet töltötte be és ő volt a reprezentatív kiállítás rendezője.
1899-1903-ban jelent meg életének főműve: a Magyarország Madarai című, gazdagon illusztrált klasszikus rendszertani és leíró mű, mely mint határozókönyv, sokáig közkézen forgott. A Magyar Ornithológiai Központnak 1894-től levelező, 1930-tól tiszteletbeli tagja volt. Az Intézet – ma is megjelenő – évkönyvének, az Aquilának megindulásakor főmunkatársa volt. 1907-ben megalapította a Hazai Zoológiai Laboratorium-ot, melynek éveken át kiváló vezetője és irányítója volt.
Madarász Gyula tudós, művész és világfi volt egy személyben. Elegánsan indult a náderdő mocsaras-lápos ingoványába is. De ott is megállotta ott a helyét. Kint a szabadban éles szemű terepi megfigyelő volt, míg dolgozószobájában a madárbőrök avatott vizsgálója. Kitűnően értett a preparáláshoz, természethű miliőbe állított biológiai csoportjaival új színt és új stílust vitt a magyar muzeológiába. Madarász Gyula volt első ornitológusunk, aki a hazai faunán kívül az egyetemes madárvilágot is behatóan tanulmányozta és ezen a téren a külföldön is elismerést szerzett.
Számos új madárfajt és-alfajt írt le. Irodalmi működésének s az általa leírt új madárfajoknak és alfajoknak jegyzékét saját maga adta közre (Kócsag, IV, 1931, p. 81–85.). Elismertségét bizonyítja, hogy egy papagájfajt, a Madarász-papagájt (Psittacella madaraszi), a felfedező német ornitológus, Meyer róla nevezte el. Ő maga az általa felfedezett egyik fajdfélét a Széchenyi-fajdot (Tetraophasis szechenyii) a példaképéről, Széchenyi Béláról nevezte el. Összesen 123 fajt írt le, bár taxonómiai munkásságát még abban az időben végezte, amikor az alfajokat nem ismerték el. Ezek közül 64 fajt később is elfogadott a rendszertan. Gyűjteménye 1956-ban megsemmisült, amikor a Magyar Madártani Intézet leégett.

### Gyűjtőútjai
1877-1882 között a Városligetben végezte első gyűjtéseit, amely abban az időben még valóban erdő volt. 1884-ben Bártfán gyűjtött. 1885-ben Bécsbe utazott, ahol a Hofmuseumban pipra-monográfiát állított össze August von Pelzeln-nel. 1886-ban a fonyódi Nagyberekben, 1887-ben Vörsön járt, többször felkereste a Kis-Balatont. 1891-ben Erdélybe utazott, ahol április 4-15. között Nagyenyeden és Csombordon gyűjtött, majd ősszel hosszabb utazást tett szeptember 18. és október 12. között, akkor a Nagyenyed – Enyedszentkirály – Rea – Nagyenyed útvonalon gyűjtött. 1892-ben Bácskában járt Futakon, majd ismét Erdélyben gyűjtött június 17-étől július 9-éig a Nagykerék – Nagyenyed – Miriszló – Gyeke – (Vasas)szentgotthárd – Gyeke – Ligan – Szentgotthárd – Szentegyed – Gyeke – Báld útvonalon. 1893-ban kezdte el rendszeres gyűjtőútjait Bácskában, május 9. és 22. között Kovil – Vitova – Titel – Zsablya útvonalon járt.
1894. május 29. és június 3. között Bártfa északi részén gyűjtött. Hazatérőben megállt Alsóhámoron a Bükk-vidéken, majd hamarosan ismét Gyekén és Vasasszentgothárdon, szeptemberben a kiskunsági Bojárpusztán dolgozott. 1895-ben gyűjtéseit ismét Bojárpusztán kezdte. Erdélybe utazva megállt Mezőhegyesen. Május 5-23. közötti állomásai Nagyenyed, Rea, Csombord, Vasasszentgothárd és Gyeke. Október 27-én a Velencei-tónál Pákozdon járt. 1896-ban augusztus 17. után csaknem egy hónapot töltött Erdélyben (Rea – Nalác – Rea – Nagyenyed – Felenyed – Rea – Torda – Kőrösszoros). Szeptember 27-30. között Baranyát kereste fel, október 17-21. között Gárdonyt. 1897-ben a május 17-30. közötti időt a Mezőségen töltötte (Vasasszentegyed – Vasasszentgothárd – Gyeke – Mezőzáh), járt Szigetcsépen, Trencsénben és Bosacon.
1898-ban április 26. és május 8. között készülő könyvéhez gyűjtött adatokat az Adriai-tenger partján (Fužine – Lič – Fiume – Novi). 1899. április 26. és május 8. között ismét Dél-Bácskát és a Szerémséget járta (Čerević – Neštin – Banoštor), júniusban Szunyoghpusztán, majd július 13. és szeptember 10. között másodszor gyűjtött Novi környékén, majd október elején Bojárpusztán. 1900-ban április 10. és 16. között Nagyenyeden, május 5-15. között Bánátban Temeskubin körül dolgozott, szeptember 11-én Nógrádverőcére látogatott. 1901-ben május 31. és június 29. között Szabolcsba tett gyűjtőutat (Ibrány – Beszterce – Nagyhalász – Dombrád – Demecser). Augusztus 12-én ismét Nógrádverőcén, szeptember 14-18-ig a Duna mellett a Bogyiszló-szigeten járt. 1902 májusában és júniusában Szekszárd körül és Gógán járt, majd ismét Nógrádverőcén.
1903. április 26-án megfordult Tihanyban, május 28. és június 27. között Erdélyben (Radnaborberek – Nagyenyed – Nyírmező – Mezőzáh – Mezőceked). 1904-ből csak bojárpusztai gyűjtéséről maradt fent adat. 1906 októberében Szicíliába utazott, ahol Cataniában verebeket gyűjtött. 1907-ben tette utolsó utazását Bácskába és a Szerémségbe. Utolsó gyűjtőútja 1909-ben Észak-Bulgáriába vezetett, ahol Dobrudzsában eljutott Carmen-Sylvia-ig.

### Trópusi gyűjtőútjai
1895 utolsó napján indult el első trópusi expedíciójára Ceylonba. A 105 nap alatt a hosszú hajóút, majd betegsége miatt csak kevés időt tudott gyűjtésre fordítani, ennek ellenére 125 fajjal érkezett haza 1896 áprilisában. Útközben Aden környékén is gyűjtött. 1911-ben indult második trópusi útjára Szudánba. Kartúmból rövid sivatagi kirándulást tett Núbiába, január 26. – március 6. között a Kék-Nílus és Dinder vidékét járta, ahonnan maláriában megbetegedve érkezett Senarba, ahonnan elindultak. 1911-ben Kolumbiába indult, de New Yorkból osztrigamérgezés miatt vissza kellett fordulnia.

## Művészeti munkássága
Művészeti tanulmányait Ligeti Antalnál végezte. Tájakat és madarakat ábrázoló képeit a Műcsarnokban és a Nemzeti Szalonban állította ki. Mint madárképfestőt nemzetközi szinten is elsőrangúnak ismerték el. Eleinte aprólékos gonddal dolgozta ki a műveit, később azonban, valószínűleg az olasz iskola hatására, a gondosan kidolgozott részletek helyett inkább színfoltokkal keltett hatást. A madárfejeket, lábakat és szárnyakat feltüntető részletrajzokban mutatkozott ki zseniális művészetének egyik legértékesebb oldala: a kristálytiszta, határozott és leheletfinoman biztos vonalvezetés. Ebben utolérhetetlen volt. Műveit mindig sajátkezűleg illusztrálta.

## Művei
- Adatok a czinke-félék bonc- és rendszertanához, különös tekintettel a magyarországi fajokra; Franklin Ny., Bp., 1881
- Rendszeres névsora a magyarországi madaraknak, és az ezekre vonatkozó irodalom; Buschmann Ny., Bp., 1881
- Magyarázó a Második Nemzetközi Ornithologiai Congressus alkalmával rendezett magyarországi madarak kiállításához; Franklin Ny., Bp., 1891
- Magyarország madarai. A hazai madárvilág megismerésének vezérfonala; Hornyánszky Ny., Bp., 1899-1903 (A Magyar Nemzeti Múzeum kiadványa)